# Canton de Baden
Pour les articles homonymes, voir Baden.
1798–1803
Entités précédentes :
- Comté de Baden
- Freie Ämter
- Kelleramt

Entités suivantes :
- Canton d'Argovie

Le canton de Baden (en allemand : Kanton Baden) est un ancien canton suisse qui exista entre 1798 et 1803. Il faisait partie des unités administratives introduites par la République helvétique. Il fut intégré dans le canton d'Argovie. Son chef-lieu était Baden.

## Création

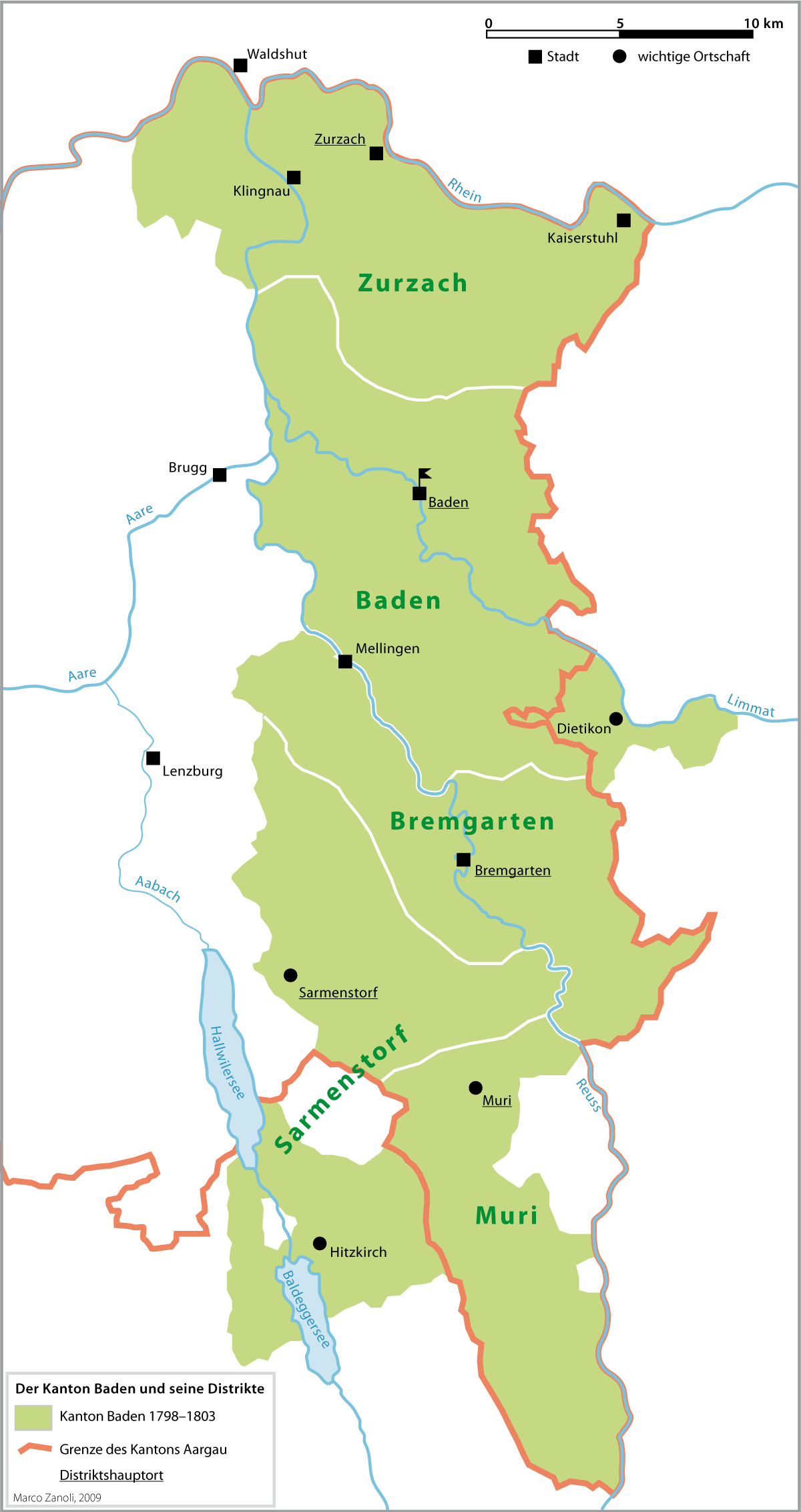
Carte du canton de Baden.

Le « projet de constitution helvétique », établi par Pierre Ochs (en allemand : Peter Ochs), en janvier 1798, prévoyait d'incorporer l'ancien comté de Baden et les anciens Freie Ämter inférieurs et supérieurs au canton de Zoug. Son article 18 disposait, en effet, que : « Les Ligues-Grises sont invitées à devenir partie intégrante de la Suisse ; et si elles répondent favorablement à cette invitation, les cantons seront provisoirement au nombre de vingt-deux, savoir : [...] — De Zoug, y compris les sujets de la ville, le comté de Baden et les bailliages libres ; chef lieu, Zoug ».

Mais, le 11 avril 1798, le commissaire français du gouvernement, Le Carlier, en application d'un projet du général Guillaume Brune, décida que ces territoires formeraient un canton de la République helvétique.

## Territoire
Le canton de Baden recouvrait les territoires suivants :
- Les onze bailliages du comté de Baden (en allemand : Grafschaft Baden), savoir :
  - Les huit « bailliages intérieurs » (en allemand : Innere Ämter) de Birmenstorf, Dietikon, Ehrendingen, Gebenstorf, Leuggern, Rohrdorf, Siggenthal (c'est-à-dire Obersiggenthal et Untersiggenthal ainsi qu'Endingen, Ennetbaden, Tegerfelden, Unterendingen, Wettingen et Würenlingen)
  - Les trois « bailliages extérieurs » (en allemand : Äussere Ämter) de Kaiserstuhl, Klingnau et Zurzach, et dont dépendaient, sur la rive droite du Rhin, les trois paroisses de Hohentengen, Kadelburg (aujourd'hui, quartier de Küssaberg) et Lienheim (aujourd'hui, quartier de Hohentengen am Hochrhein)
- L'ancien bailliage des Freie Ämter (en allemand : Freie Ämter), savoir :
  - D'une part, le Niederamt, comprenant les sept domaines suivants : Büblikon (aujourd'hui, quartier de Wohlenschwil), Dottikon, Hägglingen, Niederwil, Sarmenstorf, Villmergen et Wohlen
  - D'autre part, les six domaines suivants : Bettwil, Boswil, Hermetschwil, Richensee-Hitzkirch, Meienberg (aujourd'hui, hameau de Sins) et Muri
- L'ancien Kelleramt (c'est-à-dire Oberlunkhofen et Unterlunkhofen ainsi qu'Arni, Islisberg et Jonen)

## Subdivisions
Le canton de Baden était divisé en cinq districts, savoir :
- le district de Baden ;
- le district de Bremgarten ;
- le district de Muri ;
- le district de Sarmenstorf ;
- le district de Zurzach.